# Futbol Club Barcelona Bàsquet 2007-2008
Questa voce raccoglie le informazioni riguardanti il Futbol Club Barcelona Bàsquet nelle competizioni ufficiali della stagione 2007-2008.

## Stagione
La stagione 2007-2008 del Futbol Club Barcelona Bàsquet è la 50ª nel massimo campionato spagnolo di pallacanestro, la Liga ACB.

## Roster
Aggiornato al 14 luglio 2018.
| FC Barcelona Regal 2007-08 | FC Barcelona Regal 2007-08 |
| Giocatori                  | Staff tecnico              |
| -------------------------- | -------------------------- |

| N. | Naz.                                     | Ruolo | Nome                 | Anno | Alt.   | Peso   |  |
| -- | ---------------------------------------- | ----- | -------------------- | ---- | ------ | ------ |  |
| 5  | Italia (bandiera)                        | G     | Gianluca Basile      | 1975 | 192 cm | 90 kg  |  |
| 6  | Argentina (bandiera) · Spagna (bandiera) | P     | Juan Ignacio Sánchez | 1977 | 193 cm | 88 kg  |  |
| 8  | Spagna (bandiera)                        | AG    | Jordi Trias          | 1980 | 206 cm | 105 kg |  |
| 9  | Italia (bandiera)                        | C     | Denis Marconato      | 1975 | 213 cm | 110 kg |  |
| 10 | Slovenia (bandiera)                      | P     | Jaka Lakovič         | 1978 | 186 cm | 84 kg  |  |
| 11 | Spagna (bandiera)                        | P     | Álex Hernández       | 1990 | 189 cm | 76 kg  |  |
| 12 | Spagna (bandiera)                        | AC    | Albert Moncasi       | 1986 | 210 cm | 100 kg |  |
| 13 | Stati Uniti (bandiera)                   | G     | Gary Neal            | 1984 | 193 cm | 95 kg  |  |
| 14 | Spagna (bandiera)                        | AP    | Xavi Rabaseda        | 1989 | 196 cm | 90 kg  |  |
| 17 | Spagna (bandiera)                        | C     | Fran Vázquez         | 1983 | 209 cm | 105 kg |  |
| 20 | Bosnia ed Erzegovina (bandiera)          | G     | Nihad Đedović        | 1990 | 198 cm | 86 kg  |  |
| 21 | Turchia (bandiera)                       | A     | Ersan İlyasova       | 1987 | 207 cm | 106 kg |  |
| 30 | Francia (bandiera)                       | AP    | Michel Morandais     | 1979 | 195 cm | 92 kg  |  |
| 34 | Stati Uniti (bandiera)                   | G     | Alex Acker           | 1983 | 196 cm | 84 kg  |  |
| 41 | Croazia (bandiera)                       | C     | Mario Kasun          | 1980 | 213 cm | 117 kg |  |
| 44 | Spagna (bandiera)                        | G     | Roger Grimau (C)     | 1978 | 196 cm | 92 kg  |  |

| Allenatore |
| - Duško Ivanović (fino al 14 febbraio) - Xavi Pascual (dal 14 febbraio)                                          |
| Assistente/i |
| - Josep Maria Berrocal - Xavi Pascual (fino al 14 febbraio) Legenda - (C) Capitano - (IN) Inattivo - Infortunato |

## Mercato

### Sessione estiva
| Acquisti | Acquisti             | Acquisti        | Acquisti      | Acquisti |
| R.a      | Nome                 | da              | Modalità      |          |
| -------- | -------------------- | --------------- | ------------- | -------- |
| P        | Juan Ignacio Sánchez | Málaga          | definitivo    |          |
| AP       | Ersan İlyasova       | Milwaukee Bucks | definitivo    |          |
| AP       | Michel Morandais     | Basket Napoli   | definitivo    |          |
| G        | Alex Acker           | Olympiakos      | definitivo    |          |
| G        | Nihad Đedović        | Bosna           | fine prestito |          |
| C        | Xavi Rey             | Cornellà        | fine prestito |          |

| Cessioni | Cessioni             | Cessioni          | Cessioni                  | Cessioni |
| R.       | Nome                 | a                 | Modalità                  |          |
| -------- | -------------------- | ----------------- | ------------------------- | -------- |
| P        | Roko Ukić            | Virtus Roma       | fine contratto            |          |
| AG       | Michalīs Kakiouzīs   | Siviglia          | fine contratto            |          |
| G        | Juan Carlos Navarro  | Memphis Grizzlies | definitivo (10 milioni €) |          |
| AP       | Rodrigo de la Fuente | Pall. Treviso     | fine contratto            |          |
| A        | Marc Fernández       | Minorca           | fine contratto            |          |
| C        | Xavi Rey             | Cantabria         | prestito                  |          |

### Dopo l'inizio della stagione
| Acquisti | Acquisti  | Acquisti  | Acquisti         | Acquisti      |
| R.       | Nome      | da        | Data             | Modalità      |
| -------- | --------- | --------- | ---------------- | ------------- |
| G        | Gary Neal | Karşıyaka | 30 gennaio 2008  | definitivo    |
| C        | Xavi Rey  | Cantabria | 27 dicembre 2007 | fine prestito |

| Cessioni | Cessioni         | Cessioni   | Cessioni         | Cessioni       |
| R.       | Nome             | a          | Data             | Modalità       |
| -------- | ---------------- | ---------- | ---------------- | -------------- |
| AP       | Michel Morandais | Free agent | 3 dicembre 2007  | fine contratto |
| C        | Xavi Rey         | Manresa    | 27 dicembre 2007 | prestito       |